# 3561 Devine
A 3561 Devine (ideiglenes jelöléssel 1983 HO) egy kisbolygó a Naprendszerben. Norman G. Thomas fedezte fel 1983. április 18-án.